# 文潔雲
文潔雲（英語：Man Kit Wan，1960年12月21日—），前香港無綫電視演員，曾演出無綫電視《火鳳凰》、《真情》等電視劇，曾經拍攝電影。文潔雲出身於1979年無綫電視第八期藝員訓練班，同期同學計有湯鎮業、李成昌、廖啟智、魯振順、艾威等人。她是八十年代的女藝人，曾經與無線五虎將、王天林、李添勝、苗僑偉、楊盼盼、湯鎮業、梅艷芳等合作。淡出演藝圈前曾用藝名文秀言，其代表作為電視劇《真情》是飾上等人（梁舜燕）之女兒劉清雲。

## 演出電視劇

### （無綫電視）
- 1979年：絕代雙驕 飾 移花宮弟子
- 1980年：上海灘龍虎鬥
- 1980年：輪流傳 飾 寶光女子中學同學
- 1980年：親情 飾 店員
- 1981年：過客 飾 情婦
- 1981年：火鳯凰 飾 葉秋萍
- 1981年：楊門女將 飾 穆瓜
- 1981年：花艇小英雄 飾 春桃
- 1984年：新紮師兄 飾 阿珍
- 1984年：五虎將 飾 妓女
- 1991年：卡拉屋企 飾 美君 (視障人士)（第139集）客串
- 1993年：壹號皇庭II 飾 德嬸（第4集）
- 1993年：魔刀俠情 飾 白晴
- 1993年：马场大亨 饰 医生 (第18集)
- 1994年：廉政行動1994 飾 陳金梅
- 1994年：射鵰英雄傳之南帝北丐 飾 靈鷲宮宮主
- 1994年：異度凶情 飾 阮文英
- 1994年：阿SIR早晨 飾 槐妻 (第14集)
- 1995年：包青天之假琥珀 飾 俠夫人
- 1995年：包青天之花蝴蝶 飾 姜平妻
- 1995年：包青天之弒父奇案 飾 周慧娘姊
- 1995年：亲恩情未了 飾 菲律宾囚犯
- 1995-96年：刑事偵緝檔案II 飾 曹兆貞（檔案二：「燒屍懸案」）
- 1995-99年：真情 飾 劉清雲
- 1996年：天地男兒 飾 李太
- 1996年：笑傲江湖 飾 桑三娘
- 1998年：鹿鼎記 飾  莊三少奶
- 1998年：烈火雄心 飾 芬
- 1998年：外父唔怕做 飾 Herman妻
- 1999年：刑事偵緝檔案IV 飾 汪淑慧（文婉蘭之母）
- 1999年：寵物情緣 飾 陳太（第8、11集）
- 2000年：大囍之家 飾  梁太
- 2000年：雷霆第一关 飾 王淑娴
- 2000年：新鮮人 飾 黃愛萍
- 2000年：妙手仁心II 飾 芬母
- 2001年：錦繡良緣 飾 薛母
- 2001年：封神榜 飾 電母
- 2001年：七姊妹 飾 蓉
- 2004年：鐵翼驚情（2001年拍攝）

### （香港電台）
| 年份   | 劇名                   | 角色           |
| 1980年 | 烙印：我兒(上)(下)     | 女主角         |
| 1983年 | 臨岐：誰之過           | 張太，文仔媽媽 |
| 1983年 | 香港香港：平安夜       | 女主角阿詩     |
| 1985年 | 獅子山下：不是愛情故事 | Ann            |
| 1992年 | 獅子山下：魑魅魍魉     | 鄧小姐         |
| 1992年 | 屋簷下：孺子牛         | 鴻仔母親       |

## 演出電影
| 年份   | 片名       | 角色 |
| 1981年 | 追女仔     |      |
| 1982年 | 彩雲曲     |      |
| 1982年 | 夜驚魂     |      |
| 1983年 | 我愛夜來香 |      |
| 1983年 | A計劃      |      |

## 歌曲
- 1997年：《新春頌獻》 薛家燕, 顏國樑， 張慧儀，滕麗名，黃錦燊,韋家雄和林漪娸 (真情眾藝員)
- 1999年：《新春頌獻》 薛家燕/于洋/盧慶輝/彭子晴/苑瓊丹/譚倩紅/楊英偉/文潔雲 （收錄在《新春頌獻》專輯　風行唱片發行）

1997年及1999年文潔雲同真情綜藝員 合唱賀年歌：《新春頌獻》